# Dasysyrphus creper
Dasysyrphus creper är en tvåvingeart som först beskrevs av Snow 1895.  Dasysyrphus creper ingår i släktet skogsblomflugor, och familjen blomflugor. Inga underarter finns listade i Catalogue of Life.